# 친환경축산추진운동본부
친환경축산협회(구 친환경축산추진운동본부)는 친환경축산 추진을 위해 아름답고 깨끗한 축산농장 조성으로 환경오염 요인을 제거하고, 위해요소중점관리기준을 병행 실천하여 위생적이고 안전한 생산 환경을 실현 목적으로 '친환경축산추진운동본부'라는 이름으로  2008년 5월 13일 설립된 대한민국 농림축산식품부 소관의 사단법인이다. 2012년 6월 22일, ‘(사)친환경축산협회’로 사단법인 명칭변경 및 설립허가를 받았다.
친환경축산을 통하여 축산이 소비자에게 신뢰받는 지속가능한 산업으로 발전하는데 기여하고자 활동하고 있으며, 주요활동으로는 친환경축산 관련 농가 및 소비자 교육과 친환경축산 정책개발 및 정부 건의, 친환경축산 관련 연구활동 및 학술행사 개최, 친환경축산(물) 홍보 등이 있다. 초기에는 축산업계의 친환경축산 실천을 위해 농가교육 등을 중점사업으로 삼아 활동하였으나, 최근에는 친환경축산에 대한 홍보와 친환경축산물 소비 확대를 위해 홍보활동을 전개하고 있다.
사무실은 서울특별시 송파구 오금로36길 29 광명빌딩 3층(가락동)에 있다.

## 주요 사업
- 친환경축산 관련 농가 및 소비자 교육 : 친환경축산기반 확대를 위한 농가교육과 친환경축산물 소비 확대를 위한 소비자 교육 실시
- 친환경축산 정책 개발 및 정부 건의 : 친환경축산 관련 정책 개발과 지원사업 확대를 위해 노력
- 친환경축산 관련 연구 :  친환경 축산기반 확대를 통한 지속가능한 축산업 육성을 위해 관련 분야 전문가들과 함께 다양한 연구 활동 및 학술행사 개최 추진
- 친환경축산(물) 홍보 : 축산농가들의 친환경축산 실천 및 소비자들의 친환경축산물 소비 활성화를 위한 홍보활동 실시